# AZS ZUT Rugby Szczecin

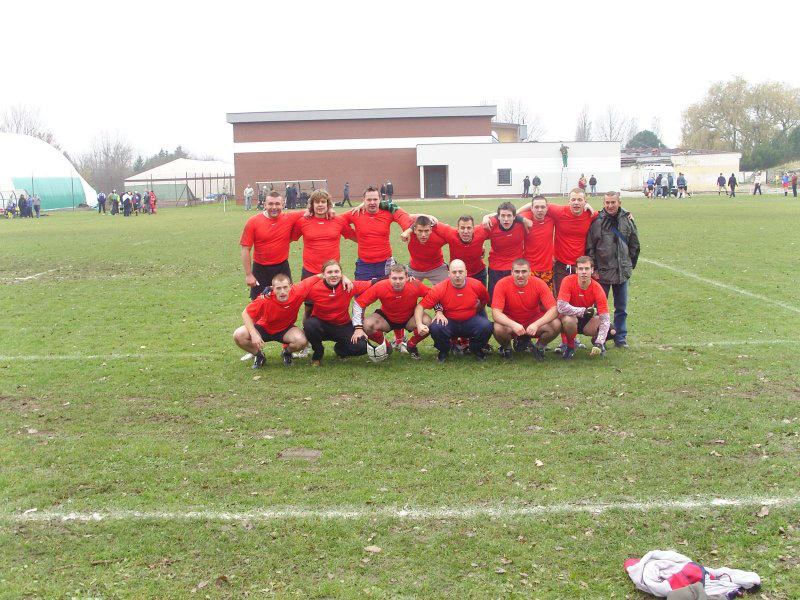
Drużyna AZS ZUT Rugby Szczecin podczas turnieju w Koszalinie w 2009

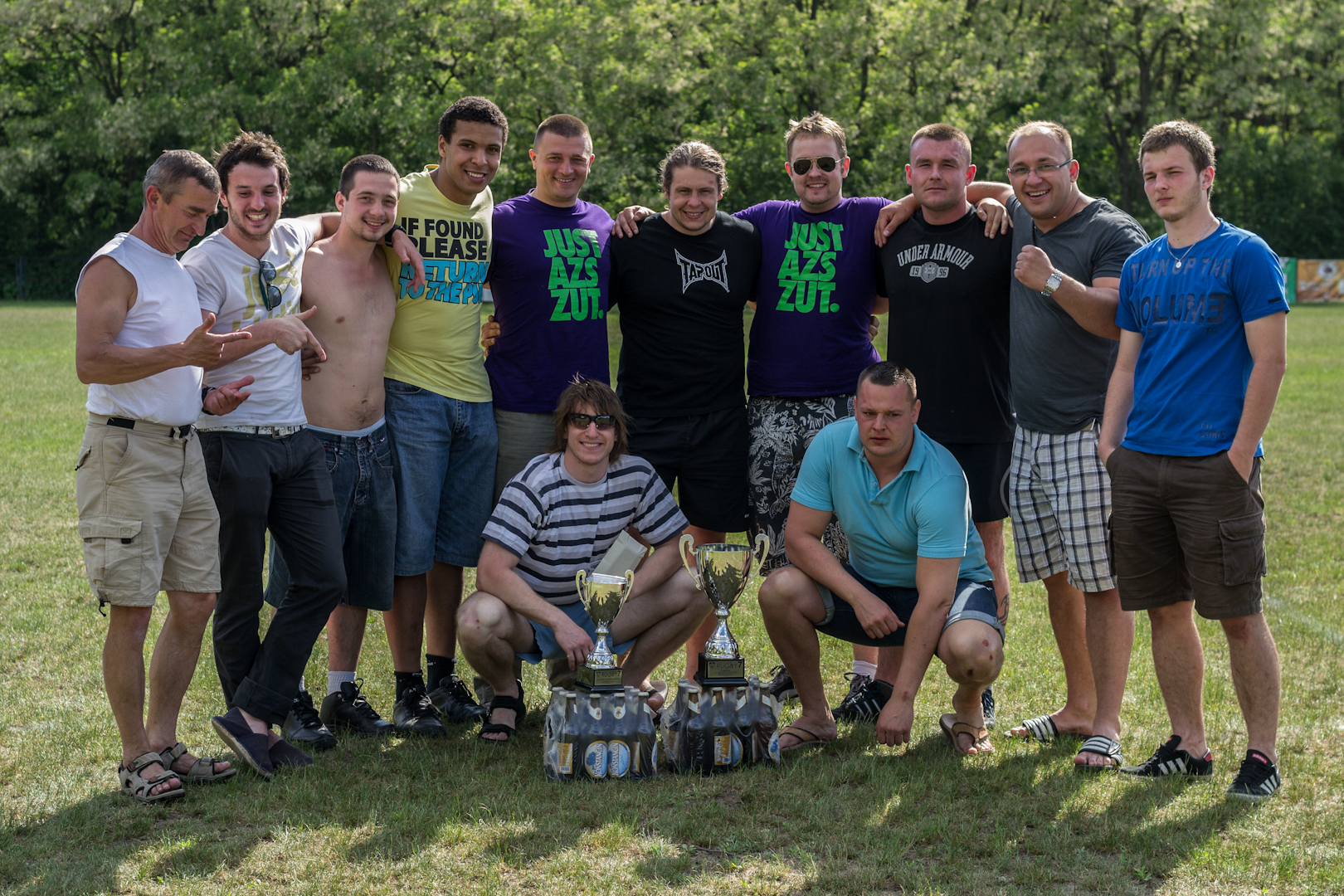
Drużyna AZS ZUT Rugby Szczecin podczas Akademickiego Pucharu Polski w 2012

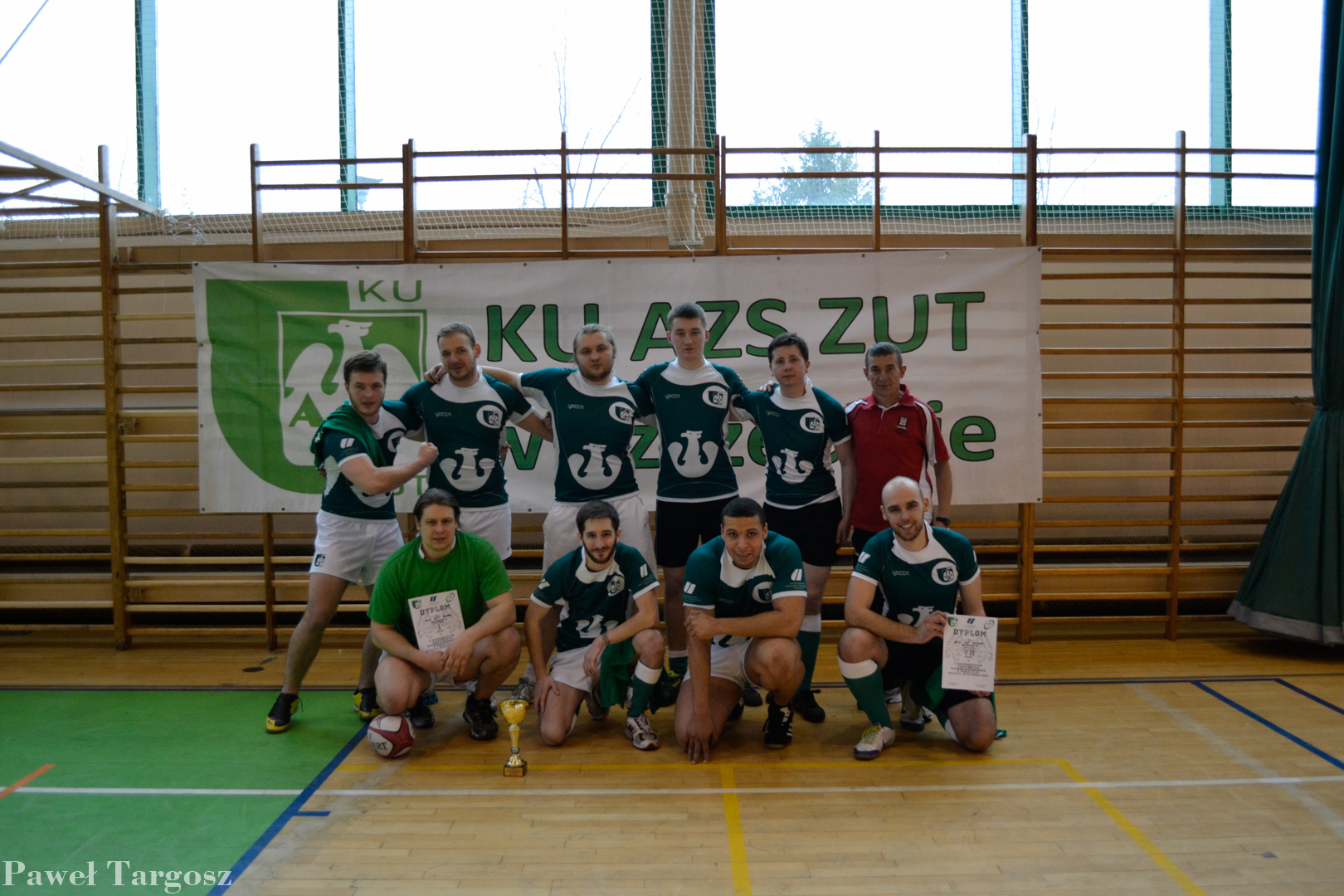
Drużyna AZS ZUT Rugby Szczecin podczas mistrzostw województwa zachodniopomorskiego w touch rugby w 2014

AZS ZUT Rugby Szczecin – polska drużyna rugby z siedzibą w Szczecinie, założona w 2008 jako sekcja sportowa Klubu Uczelnianego Akademickiego Związku Sportowego Zachodniopomorskiego Uniwersytetu Technologicznego w Szczecinie, specjalizująca się w rugby siedmioosobowym (rugby 7).

## Historia
Sekcja rugby w AZS ZUT Szczecin powstała w 2008 z inicjatywy trenera Tadeusza Staśkiewicza i doktoranta Wojciecha Tuchowskiego. Przez pierwszy rok działalności drużyna zajmowała się doskonaleniem umiejętności gry w rugby 7 i rozgrywała mecze z Kaskadą Szczecin. Rok po utworzeniu drużyna zadebiutowała w rozgrywkach Polskiej Ligi Rugby 7. Pierwszy turniej w Koszalinie, rozgrywany 7 listopada 2009, „akademicy” zakończyli na piątym miejscu, a pierwsze w historii punkty i pierwsze przyłożenie zdobył Paweł Targosz.
W 2010 trener Tadeusz Staśkiewicz zorganizował mistrzostwa Szczecina w touch rugby. Imprezę powtarzano co roku, a w 2013 przekształcono w mistrzostwa województwa zachodniopomorskiego. Wszystkie mistrzostwa do 2015 wygrał zespół AZS ZUT Rugby Szczecin. W 2012 drużyna zdobyła Akademicki Puchar Polski. 14 czerwca 2014 po raz pierwszy wygrała turniej Polskiej Ligi Rugby 7.

## Sukcesy
- Akademicki Puchar Polski: 2012
- Mistrzostwo Szczecina w touch rugby: 2010, 2011, 2012
- Mistrzostwo województwa zachodniopomorskiego w touch rugby: 2013, 2014, 2015
- Turnieje eliminacyjne grupy zachodniej mistrzostw Polski w rugby 7:
  - pierwsze miejsce: 19.04.2015 w Szczecinie
  - drugie miejsce: 11.10.2014 w Szczecinie
  - trzecie miejsce: 12.04.2015 w Jarocinie
- Turnieje Polskiej Ligi Rugby 7:
  - pierwsze miejsce: 14.06.2014 w Szczecinie
  - drugie miejsce: 22.10.2011 w Koszalinie 29.06.2014 w Żmigrodzie
  - trzecie miejsce: 9.05.2010 w Zielonej Górze, 23.05.2010 w Szczecinie, 10.06.2012 w Gnieźnie, 25.05.2014 w Gnieźnie

## Barwy i herb
AZS ZUT Rugby ma barwy zielono-białe. Jest to nawiązanie do barw Akademickiego Związku Sportowego. Od początku istnienia zawodnicy noszą zielone koszulki z białymi wstawkami. Na koszulkach widnieje herb Klubu Uczelnianego AZS ZUT Szczecin. Oprócz tego drużyna posiada własny herb:
- 2008: stojące na piłce do rugby dwa czerwone gryfy;
- 2010: granatowo-zielony gryf, otoczony zielono-granatowymi półokręgami imitującymi piłkę do rugby, ponadto napisy „AZS”, „Rugby”, „Szczecin”;
- 2014: biały orzeł, który trzyma piłkę do rugby. W tle logo Zachodniopomorskiego Uniwersytetu Technologicznego w Szczecinie, a pod orłem napis „AZS ZUT RUGBY”

## Stadion
Drużyna AZS ZUT Rugby Szczecin korzysta z obiektów Zachodniopomorskiego Uniwersytetu Technologicznego, w Szczecinie przy ulicy Tenisowej 33.

## Trenerzy
- od 2008 – Tadeusz Staśkiewicz